# ヨハン2世 (ザクセン＝ヴァイマル公)

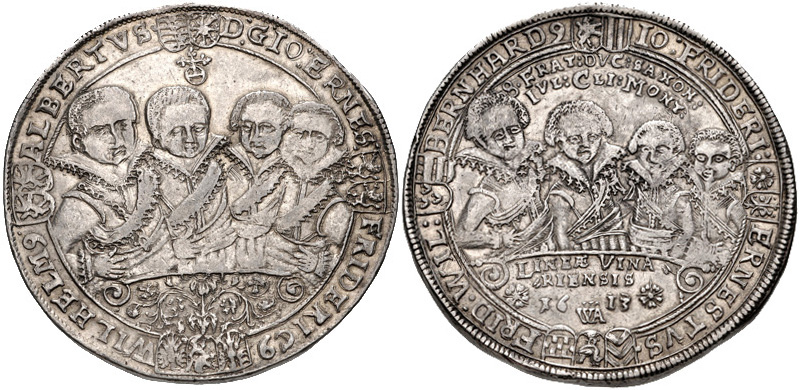
8人の兄弟のコイン（1613年）

ヨハン2世（ドイツ語：Johann II., 1570年5月22日 - 1605年10月31日）またはヨハン3世（Johann III.）は、ザクセン＝ヴァイマル公（在位：1602年 - 1605年）。

## 生涯
ヨハン2世はザクセン＝ヴァイマル公ザクセン公ヨハン・ヴィルヘルムと、その妃でプファルツ選帝侯フリードリヒ3世の娘ドロテア・ズザンナの間に次男として生まれた。
父ヨハン・ヴィルヘルムはヨハンが3歳の時に死去した。兄フリードリヒ・ヴィルヘルム1世もまだ若年であったため、ザクセン＝ヴァイマル公領は最初、ザクセン選帝侯の後見下に置かれた。ザクセン選帝侯アウグストは、後見人としてヨハンの名で1577年に和協信条に、1580年に和協信条書にそれぞれ署名している。
1586年、ヨハンの兄フリードリヒ・ヴィルヘルム1世が成年に達し、ザクセン＝ヴァイマル公として親政を開始した。ヨハンはアルテンブルク、アイゼンベルクおよびロンネブルクからの収入を与えられた。ヨハンは1593年1月7日にアルテンブルクにおいてアンハルト侯ヨアヒム・エルンストの娘ドロテア・マリアと結婚した。1602年に兄フリードリヒ・ヴィルヘルム1世が死去した後、ヨハンはザクセン＝ヴァイマル公位を継承した。
ヨハンは政治より科学や芸術に関心を持ち、生涯病がちで摂政政治を渋々ながら受け入れた。甥ヨハン・フィリップ、フリードリヒ、ヨハン・ヴィルヘルムおよびフリードリヒ・ヴィルヘルム2世は1603年に領地の分割を求め、ヨハンはそれに屈した。すでに小国であったザクセン＝ヴァイマル公領はさらに分割され、アルテンブルクが甥らに独立した公領として与えられた。このザクセン＝アルテンブルク家は1672年まで存続し、断絶後その所領はザクセン＝ヴァイマルに戻された。
ヨハンは政治的に特筆する点はなかったが、ザクセン＝ヴァイマル家にとって他の点で重要な役割を果たした。ヨハンの11人の息子のうち8人が成人し、将来のザクセン＝ヴァイマル家の存続を盤石なものとし、ヨハンは後のすべてのエルンスト系ヴェッティン家の祖先となった。
ヨハンは公領の継承からわずか3年後に死去し、ヴァイマルのヘルダー教会に埋葬された。息子ヨハン・エルンスト1世が公位を継承したがまだ若年であったため、再びザクセン選帝侯の後見下に置かれた。長男ヨハン・エルンスト1世は、7人の未成年の弟の摂政と後見を最終的に引き継ぐまで、自らの継承のために戦わなければならなかった。これは1612年から1616年の間に鋳造された8人の兄弟のコインのクロノグラムにも示されている。

## 子女
アンハルト侯ヨアヒム・エルンストの娘ドロテア・マリアとの間に以下の子女をもうけた。
- ヨハン・エルンスト1世（1594年 - 1626年） - ザクセン＝ヴァイマル公
- クリスティアン・ヴィルヘルム（1595年） - 夭逝
- フリードリヒ（1596年 - 1622年） - ザクセン＝ヴァイマル公
- ヨハン（1597年 - 1604年）
- ヴィルヘルム（1598年 - 1662年） - ザクセン＝ヴァイマル公
- 息子（1598年） - 夭逝
- アルブレヒト（1595年 - 1644年） - ザクセン＝アイゼナハ公
- ヨハン・フリードリヒ（1600年 - 1628年）
- エルンスト1世（1601年 - 1675年） - ザクセン＝ゴータ公
- ベルンハルト（1604年 - 1639年）
- ヨハンナ（1608年 - 1609年）